# Cantone di Douarnenez
Il Cantone di Douarnenez è una divisione amministrativa dell'arrondissement di Quimper e dell'arrondissement di Châteaulin (per il solo comune di Kerlaz).
A seguito della riforma approvata con decreto del 13 febbraio 2014, che ha avuto attuazione dopo le elezioni dipartimentali del 2015, è passato da 6 a 17 comuni.

## Composizione
I 6 comuni facenti parte prima della riforma del 2014 erano:
- Douarnenez
- Guengat
- Le Juch
- Plogonnec
- Pouldergat
- Poullan-sur-Mer

Dal 2015 i comuni appartenenti al cantone sono passati a 17, ridottisi poi a 16 dal 1º gennaio 2016 per effetto della fusione del comune di Esquibien nel comune di Audierne:
- Audierne
- Beuzec-Cap-Sizun
- Cléden-Cap-Sizun
- Confort-Meilars
- Douarnenez
- Goulien
- Île-de-Sein
- Le Juch
- Kerlaz (Arrondissement di Châteaulin)
- Mahalon
- Plogoff
- Plouhinec
- Pont-Croix
- Pouldergat
- Poullan-sur-Mer
- Primelin